# Антимилитаризам
Антимилитаризам је супротност милитаризму, борба против милитаристичког духа, стајаће регрутне војске и њеног утицаја на друштвени живот.
Иако су пацифизам и антимилитаризам сродни појмови, ипак, нису сви антимилитаристи пацифисти. Историјски, антимилитаризам је повезан са веровањем да се већина ратова води у интересу владајуће класе, као што су феудалци или капиталисти. Крајем 19. и почетком 20. века, пре него што су социјалистичке партије управљале било којом државом, многи социјалисти су били антимилитаристи јер су одбијали да се боре у националним или освајачким ратовима. Ипак, социјалиста антимилитариста је могао, уколико није био пацифиста, да се бори за револуцију, и да употреби оружје против својих „класних непријатеља”.